# كونثيبثيون أرينال
كونثيبثيون أرينال بونتي (بالإسبانية: Concepción Arenal)‏ (فيرول، 31 يناير 1820 – فيجو 4 فبراير 1893) كاتبة واقعية إسبانية هامة ورائدة الحركة النسوية في أواخر القرن التاسع عشر.

## السيرة الذاتية
ولدت كونثيبثيون أرينال في منزل بحي يعرف بأسم فيرول بيو، والدها انخيل أرينال كويستا الذي كان عسكري بارز (رقيب أول) وهي رتبة تعادل مقدم في الجيش مع وظائف مختلطة من التدخل وإدارة الأمدادات والتموين. ولقد عانى والدها كثيراً من القمع بسبب أيديولوجيته الليبرالية وبسبب موقفه ضد نظام الحكم المطلق لفيرناندو السابع ملك إسبانيا. ونتيجة لإقامته في السجن أصابه المرض وتوفي في عام 1929، فأصبحت كونثيبثيون يتيمة الأب في سن تسع سنوات. وفي نفس العام انتقلت مع والدتها ماريا كونثيبثيون بونتي مانديا تنريرو وشقيقاتيها، لويسا وانطونيا، إلي منزل جدتها والدة أبيها، بارمانيو (كانتابريا)حيث تلقت تربية دينية صلبة. وبعد عام توفيت أختها لويسا في عام 1834. فانتقلوا إلي مدريد، بمساعدة قريبهم انطونيو تنريرو، الذي كان بمثابة الكونت الثاني لفيجو، حيث درست كونثيبثيون في إحدي مدارس الفتيات. وبعد سبع سنوات وضد إرادة والدتها توجهت لتصبح مستمعة في كلية الحقوق في الجامعة المركزية بمدريد، حيث ارتدت ملابس الرجال لأن في ذلك الوقت كان غير مسموح للسيدات الألتحاق بالدراسة الجامعية.
شاركت كونثيبثيون في منتديات سياسية وأدبية ومحاربة ضد كل ما هو موجود في هذا الوقت بالنسبة لوضع المرأة، وكان ذلك من خلال ارتدائها لملابس الرجال. في عام 1848 تزوجت من المحامي والكاتب فرناندو جارسيا كاراسكو. وبعد عام عملوا معاً في صحيفة ايبريا الليبرالية حتي توفي زوجها في عام 1857 إثر اصابته بمرض السل. فأصبحت كونثيبثيون أرملة ولديها ولدان (فرناندو، 1850 ورامون، 1852)، انتقلت إلي بوتس (كانتابريا)، حيث التقت بالموسيقي الشاب، خيسوس دي موناستيريو، تلميذ سانتياجو مانسارناو فرنانديز وأول رئيس لمؤتمرات سان بيسنت دي بول، الذي دعاها في عام 1895 إلي إنشاء مجموعة نسائية من مؤتمرات سان بيسنت دي بول لمساعدة الفقراء. وكتبت كونثيبثيون لهم الرعاية الأجتماعية ومحبة البشر والإحسان في عام 1860، الذي كرس لزوجة الكونت اسبوز ومينا والذي عرض في المسابقة التي نظمتها أكاديمية العلوم المعنوية والسياسية، تحت اسم إبنها فيرناندو، حيث كان يبلغ من العمر إنذاك عشر سنوات. وبعد سلسلة من الصراعات المتعلقة بدخول كتابها بشكل غير صحيح في المسابقة، استطاعت أن تكون أول سيدة تحصل علي هذه الجائزة من الأكاديمية. وفي عام 1863 أصبحت أيضاً أول سيدة تحصل علي لقب زائرة سجون النساء، وهو المنصب الذي شغلته حتي عام 1865. نشرت بعد ذلك كتباً شعرية ومقالات ورسائل مثل رسائل إلى منتهكى القانون عام 1865 والقصيدة الغنائية لالعبودية عام 1866 ـ التي كوفئت من المجتمع المناهض لتجارة الرقيق بمدريد ـ والمدعى عليه، والشعب والجلاد أو تنفيذ عقوبة الإعدام عام 1867.
وفي عام 1868 عينت مراقبة لبيوت إصلاح المرأة، وبعد ثلاث سنوات بدئت العمل في مجلة صوت الإحسان: حيث كتبت خلال أربعة عشر شهراً عن شقاء العالم المحيط بها. وفي عام 1872 أسست جمعية خيرية وهو جمعية لإنشاء بيوت رخيصة الأجور للعمال، وشاركت بعد ذلك في الصليب الأحمر للأسعاف لمساعدة جرحى الحرب الكارلية، كما أنها وقفت أمام المستشفى الخيمية لجرحى حرب ميراندا دى ايبرو، ونشرت الدراسات الإصلاحية عام 1877. وببداية كونثيبثيون أرينال نشأت الحركة النسوية في إسبانيا كالتابعين لمذهب كراوز التي منحت التعليم للمرأة كحقٍ أساسى، وقالت كونثيبثيون أرينال أن المرأة ليست لديها وظيفةً أخرى سوى الزواج، حيث أن الرجال يتعلمون وظائف لا تتعلمها النساء. ومن وجهة نظرها تقتصر وظائف المرأة على: بيع الساعات، وكتابة الحسابات التجارية، والرسم على الخزف، والتعليم، والصيدلة، والمحاماة، وطب الأطفال والنساء، وأن تكون كاهنة (وليس راهبة) -ولا يسمح للمرأة أبداً بالتخصص في السياسة ولا في الحياة العسكرية. ونصحت بأن المرأة يجب عليها ممارسة وظيفة المساعد وربما قالت ذلك عن الرجال الذين لديهم توجهات سلطان وذكريات فظة وتطلعات كاهن. ووجهت انتقادات لرجل الدين المسيحى حيث قالت أنه جاهل جداً ولا يحب المرأة المثقفة وبالنسبة له فإنها من الأفضل أن تكون موظفة بسيطة حيث يدفعها بهذا إالى الجهل. وتعتبر كونثيبثيون أرينال مفكرة للمذهب الكاثوليكى الإجتماعى كما توضح ذلك في مجلة صوت الإحسان وكما طالبها اليسوعى الاركون في العقل والإيمان 1900-1902 بأن تكون نموذجاً للحركة النسوية الصحيحة من أجل أن تكون من جذور إسبانية وأصل كاثوليكى. كونثيبثيون أرينال هي مؤلفة غير معروفة حيث تم ذكرها عرضا وكانت أرثوذوكسية بالنسبة للكثير ممن كانوا في عصرها. وبظهور العمل الكاثوليكى للمرأة، وهي الحركة النسوية الكاثوليكية والمحافظة المرفوضة من الحركة الكاثوليكية، حقق معاداة للحركة النسوية الكاثوليكية والإصلاحية التي دعت إليها أرينال، والتي قدمت الجمعية القومية للمرأة الأسبانية في أوائل القرن العشرين. لعبت كونثيبثيون أرينال كوسيط لملكة إسبانيا ماريا فيكتوريا حيث اتبعتها منذ المنفى وحتى اللحظات الأخيرة في حياتها بإرسال تبرعات كثيرة للاحتياجات الإسبانية مع ضرورة أن تكون التبرعات مجهولة المصدر.
توفيت كونثيبثيون أرينال في الرابع من فبراير لعام 1893 في فيجو (بونتى فيدرا)حيث تم دفنها في نفس المكان، ونقش على قبرها رمز الفضيلة والحياة والعلم وهو الرمز التي اتبعته طيلة حياتها، على الرغم من أن جملتها الأكثر شهرة ربما كانت كره الجريمة، والشفقة على المذنب حيث تختصر نظرتها للمذنبين كنتاجٍ لمجتمع قمعى ومقيد.

## الأعمال

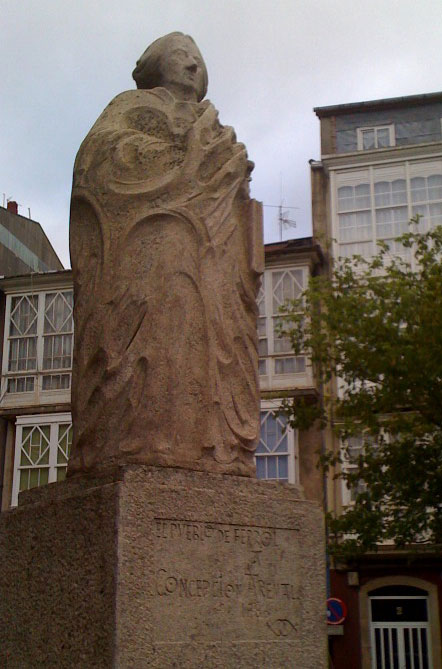
تمثال لكونثيبثيون أرينال

- قصص شعرية أصيلة في شكل أبيات، مدريد، توماس فورتانت، 1851.
- الرعاية الاجتماعية ومحبة البشر والرحمة، مطبعة كلية الصم والبكم والمكفوفين، 1861.
- كتاب مختصر عن زائرالفقراء، مدريد، مطبعة تخادو، 1863.
- كتاب مختصر عن مفتش الفقراء، باريس، امبرواز براي هو البائع والناشر، 1864.
- رسائل إلى المجرمين، لا كورونيا، مطبعة دار العجزة، 1865.
- المتهم والشعب والجلاد، أو تنفيذ عقوبة الإعدام، مدريد، مؤسسة طباعة دي استرادا، دياز ولوبيز، 1867.
- الصوت الصارخ في الصحراء، مطبعة دار الرحمة، 1868.
- فحص الأسسس المتفق عليها من قبل البلاط الملكي، من اجل اصلاح السجون، مدريد، مطبعة مجلة التشريع، 1869.
- امرأة من المستقبل، مقالات عن محاضرات الأحد لتعليم المرأة، التي عقدت في قاعة المحاضرات في جامعة مدريد، أشبيلية، مدريد، ادواردو بيري – فيليكس بيري، 1869.
- دراسات السجون، مدريد، مطبعة ت. فورتانت، 1877.
- السجن النموذجي، مدريد، مطبعة ت. فورتانت، 1877.
- مستعمرات أستراليا العقابية وعقوبة الترحيل، مدريد، مطبعة ومكتبة ادواردو مارتينيز، 1877.
- العدو في إسبانيا، نشرته الجمعية العامة للسجون، (6 يونيو عام 1878) ص. 575-586.
- مقالة عن حقوق الناس، مطبعة مجلة التشريع، 1879.
- هناك ايرلندا، لكن لا تسترد، فترة التنوير الجاليقية والاشتورية، 34 (8 ديسمبر عام 1880), ص. 418-419.
- حياتي. إلي. . . . الذي طلب مني بأصرار ملاحظات حتي يكتب سيرتي الذاتية، التنوير الجليقية والاشتورية، 31 (8 نوفمبر عام 1880)، ص. 385.
- لوحات من الحرب، ابيلا، مطبعة الدعاية الادبية، 1880.
- الشأن الاجتماعى، وهي رسائل لعامل ولسيد، مطبعة الدعايا الأدبية، 1880.
- ثقافة الشعب، مدريد، ريال أكاديمية للعلوم الأخلاقية والسياسة (جوتنبرج)، 1881.
- رسالة إلى مدير مصلحة بإسبانيا ونشرة للجمعية العامة للسجون، أبريل1883.
- سيدة المنزل، مدريد، صحبة الناشرين، 1883.
- فكرة السماء، في تقويم السيدات 1885 بويرتو ريكو - مطبعة ومكتبة خوسيه جونزاليس فونت.
- العيادة الجنائية، نشرة للجمعية العامة للسجون (سبتمبر 1886), ص:857-866.
- علم النفس المقارن في الجانى، الجريدة الرسمية للجمعية العامة للسجون (مايو 1886) ص:647-655.
- تعليم المرأة، الجريدة الرسمية للمعهد الحر للتربية والتعليم (القرن 17)، 1892، ص:305-312.
- الجريمة الشاملة، مدريد، إسبانيا الحديثة 1892.
- دليل الزائر للسجين، باريس، الأمانة العامة للعمل الفريد، سان لازار، 1893.
- زائر السجين، مدريد، إسبانيا الحديثة 1894.
- الأعمال المكتملة، مدريد، مكتبة فيكتوريانو سواريز، 1894-1913.
- الحالة الواقعية للمرأة الأسبانية، الجريدة الرسمية للمعهد الحر للتربية والتعليم، القرن 17، 1895.
- تقارير مقدمة في المؤتمرات الاصلاحية في ستوكهولم، روما، سان بيتروسبورج وأمباريس، مكتبة فيكتوريانو سواريز.
- الإملاق، مدريد، مكتبة فيكتوريانو سواريز، 1897.
- إلى منديز نونيز، في فيجو ودنيا كونثيبثيون أرينال، كتاب السهرة (10 سبتمبر 1897) مدريد، مؤسسة الطباعة لأرملة وأبناء مانويل تيو، 1898.
- العدالة الإجتماعية والسياسة وعلاقتها بالحرية، مدريد، مكتبة فيكتوريانو سواريز، 1898.
- الحس النقدى لأعمال فيخو، المجموعة الأدبية المنتخبة الشهيرة، بيونس أيرس للنشر والتحرير، جاليسيا، 1966.
- الرب والحرية، بونتى فيدرا، المجلس الإقليمى، 1996.